# Eamon Gilmore
Eamon Gilmore (né le 24 avril 1955 à Caltra, dans le comté de Galway) est un homme politique irlandais, membre du Parti travailliste (Labour) depuis 1999 et dont il est le chef de 2007 au 4 juillet 2014 (il démissionne le 26 mai à la suite des résultats des élections européennes). Il est Vice-Premier ministre et ministre des Affaires étrangères et du Commerce de l'Irlande, du 9 mars 2011 au 4 juillet 2014. Il exerce pour son pays la présidence tournante de l'Union européenne lors du 1er semestre 2013.

## Éléments personnels

### Jeunesse et carrière
Né dans une famille de petits agriculteurs, il perd son père à l'âge de quatorze mois, sa mère restant seule pour gérer l'exploitation et l'élever lui ainsi que son jeune frère, John. Il passe ses premières années scolaires dans une petite école de deux professeurs à Caltra, où il apprend la langue irlandaise, qu'il parle depuis couramment. Après avoir passé ses tests à l'école primaire (sixth-year state primary exam), il obtient une bourse d'études du comté de Galway qui lui permet d'entreprendre des études secondaires. En 1963, il entre au Garbally College de Ballinasloe comme interne.
Profitant d'une subvention publique pour financer ses études supérieures, il part étudier la psychologie à l'université nationale d'Irlande à Galway (UCG), où il se montre très actif dans les clubs de théâtre, et de littérature et débat. La menace de fermer le département de psychologie pour raisons financières et de transférer les étudiants à la University College Dublin (UCD) le pousse alors vers l'activisme étudiant.
Il est d'abord élu délégué de classe, puis prend en juillet 1974 la présidence de l'union des étudiants de l'UCG. Il renonce à ce poste en juin 1975. Peu avant la fin de son mandat, il rejoint le club républicain de l'université, affilié au Sinn Féin officiel, qui deviendra par la suite le Parti des travailleurs d'Irlande (WPI).
En 1976, il devient président de l'Union des étudiants en Irlande (USI). En compagnie de Charles Clarke, alors président de l'Union nationale des étudiants en Grande-Bretagne et futur ministre britannique de l'Intérieur, il travaille au sein d'une structure ayant servi à unifier le mouvement étudiant en Irlande du Nord pendant le conflit nord-irlandais. Il a également obtenu l'augmentation des bourses d'études et le droit pour les étudiants d'avoir un emploi saisonnier.
Avant de s'engager dans une carrière politique, il a travaillé comme syndicaliste. À la fin de son mandat à la tête de l'USI, en 1978, il rejoint le syndicat irlandais des travailleurs du transport et autres (ITGWU), dont il devient presque aussitôt secrétaire par intérim de la section de Galway, puis secrétaire de la section de Tralee en 1979. Il est promu deux ans plus tard secrétaire de la division des directions professionnels et managériales. Il a également été impliqué dans l'organisation de manifestations fiscales à Galway et de résistance à des licenciements et fermetures dans le Comté de Kerry.

### Vie de famille
À l'université, il fait la rencontre de son épouse, Carol Hanney, avec qui il vit à Dublin depuis 1979. Le couple a deux fils et une fille. Son petit frère, John, est aujourd'hui un producteur pour la télévision à Washington DC. En outre, il se déclare athée.

## Carrière politique

### Du marxisme au centre-gauche
Élu au conseil municipal de Dún Laoghaire et au conseil du comté de Dublin en 1985, il entre quatre ans plus tard au Dáil Éireann, comme député de la circonscription de Dún Laoghaire élu sous les couleurs du Parti des travailleurs d'Irlande (WPI). En 1992, il se joint à Proinsias De Rossa et cinq autres Teachtaí Dála (TDs, députés) pour créer un nouveau parti politique, la Gauche démocratique (DL). Le parti entre au gouvernement deux ans plus tard, dans une « coalition arc-en-ciel » avec le Fine Gael et le Parti travailliste (Labour), et Gilmore devient alors ministre d'État au département de la Marine marchande.
Aux côtés du travailliste Brendan Howlin, il a joué un rôle de premier plan dans les négociations ayant conduit à la fusion de la DL avec le Labour, en 1999, sous la direction de Ruairí Quinn. À la suite de la démission de ce dernier en 2002, il tente sans succès de lui succéder à la tête du parti contre Pat Rabbitte, ancien syndicaliste étudiant. Rabbitte le choisit toutefois comme porte-parole pour l'Environnement, le Logement et les Affaires locales dans son « cabinet fantôme » (front bench).

### Chef du Parti travailliste
Après la démission de Rabbitte en août 2007, Eamon Gilmore annonce sa candidature à la direction du Parti travailliste, et reçoit alors le soutien d'importantes personnalités du parti, comme Michael D. Higgins, Ruairí Quinn, Willie Penrose et Emmet Stagg. Ne faisant face à aucun adversaire, il est proclamé chef du Labour le 6 septembre 2007. Dès les débuts de son leadership, il a insisté sur le fait que le parti devait aspirer à diriger le prochain gouvernement et faire en sorte d'être une troisième option pour les électeurs.

#### Les scrutins de 2009
Aux élections locales du 5 juin 2009, les travaillistes remportent 132 sièges de conseillers, soit 31 de plus qu'en 2004. Ils confirment par ailleurs leur statut de première force politique au conseil municipal de Dublin, mais en rassemblant cette fois plus d'élus que le Fianna Fáil et le Fine Gael réunis. Ce même jour, ils connaissent une forte progression lors des élections européennes en obtenant 3 députés européens, contre un seul cinq ans plus tôt. Au cours d'une réunion du groupe parlementaire, qui se tient trois mois plus tard à Waterford, il réitère son refus catégorique de constituer une coalition gouvernementale avec le Fianna Fáil après les prochaines élections générales.

#### One Irlande
Le 17 avril 2010, dans son discours à la conférence travailliste annuelle, il renforce encore sa vision selon laquelle le Labour devait mener le travail de construction de One Irlande, un concept basé sur l'idée qu'en travaillant ensemble, les Irlandais pourraient remettre l'Irlande sur la bonne voie et restaurer son économie, sa prospérité et sa société. Dans ce discours, il a pointé comme priorités politiques du parti l'emploi, les réformes et le bien-être. Il a en outre réaffirmé sa détermination à présenter suffisamment de candidats aux élections générales suivantes afin de permettre aux électeurs de faire du Parti travailliste la première force du prochain Dáil et de diriger le gouvernement. Il confirme, au mois de juillet suivant, qu'il ne s'alliera jamais avec le Fianna Fáil, quand bien même cette alliance lui permettrait de devenir Premier ministre (Taoiseach), et prédit que sa formation est bien partie pour remporter un siège dans chacune des quarante-trois circonscriptions du pays, voire deux dans certaines circonscriptions de Dublin, Cork, d'autres zones urbaines ou des comtés de banlieue. En tout, il a affirmé que le Labour avait un potentiel de gain de cinquante sièges ou plus.

#### La polémique de Kilmore School
Le journal The Irish Independent révèle, en novembre 2010, que son épouse, Carol, avait tiré profit de la vente d'un terrain non-bâti sur lequel un permis de construire pour une école avait été déposé par une tierce personne. Il a ensuite nié, dans une interview radio, que le traitement médiatique de cette affaire lui ait nui. Il a en effet déclaré que « Il s'agissait d'un terrain dont Carol avait hérité de sa mère. Elle a été approchée par le conseil d'administration de l'école aux fins de cession. L'évaluation et la vente ont fait l'objet de mesures de publicité ». Un porte-parole du département de l'Éducation a ensuite dit que « Il n'y a aucune raison de considérer qu'il y a eu quelque chose d'anormal à propos de cette transaction ».

#### Les législatives de 2011
Lors de la campagne pour les élections anticipées du 25 février 2011, il dénonce la décision du gouvernement de Brian Cowen de reporter un versement de dix milliards d'euros aux banques après la tenue du scrutin, qui prouve bien que le plan de sauvetage financier international peut être renégocié puisque « le gouvernement du Fianna Fáil, qui nous dit que le plan ne saurait être renégocié, puisse prendre unilatéralement une partie de cet accord et décider de l'appliquer après les élections ». Le jour du scrutin, les travaillistes reçoivent 19,4 % des voix et 37 députés sur 166. Six jours plus tard, Gilmore annonce la conclusion d'un accord de coalition avec le Fine Gael d'Enda Kenny, grand vainqueur de l'élection avec 36,1 % des suffrages et 76 sièges.

### Au gouvernement
Le 9 mars 2011, il est nommé Vice-Premier ministre (Tánaiste) et ministre des Affaires étrangères et du Commerce d'Irlande.